# كولجان للطيران الرحلة 3407
كولجان للطيران رحلة 3407 (بالإنجليزية: Continental Airlines Flight 3407)‏ - مُسوقة على أنها كونتينونتال كونكشن تحت اتفاقية الرمز المشترك مع كونتينونتال إيرلاينز - هي رحلة لشركة الطيران كولجان للطيران، بين مطار نيووارك ليبيرتي الدولي في نيوجيرسي ومطار بوفالو نياجارا الدولي ‏ في ولاية نيويورك، على متن طائرة بومباردييه داش 8، والتي تحطمت في 12 فبراير 2009 على منزل في شمال شرق بوفالو، حسب آخر بيان فإن عدد القتلى 50، ولم يتم التوصل بأي نداء استغاثة من طقم الطائرة قبل التحطم.

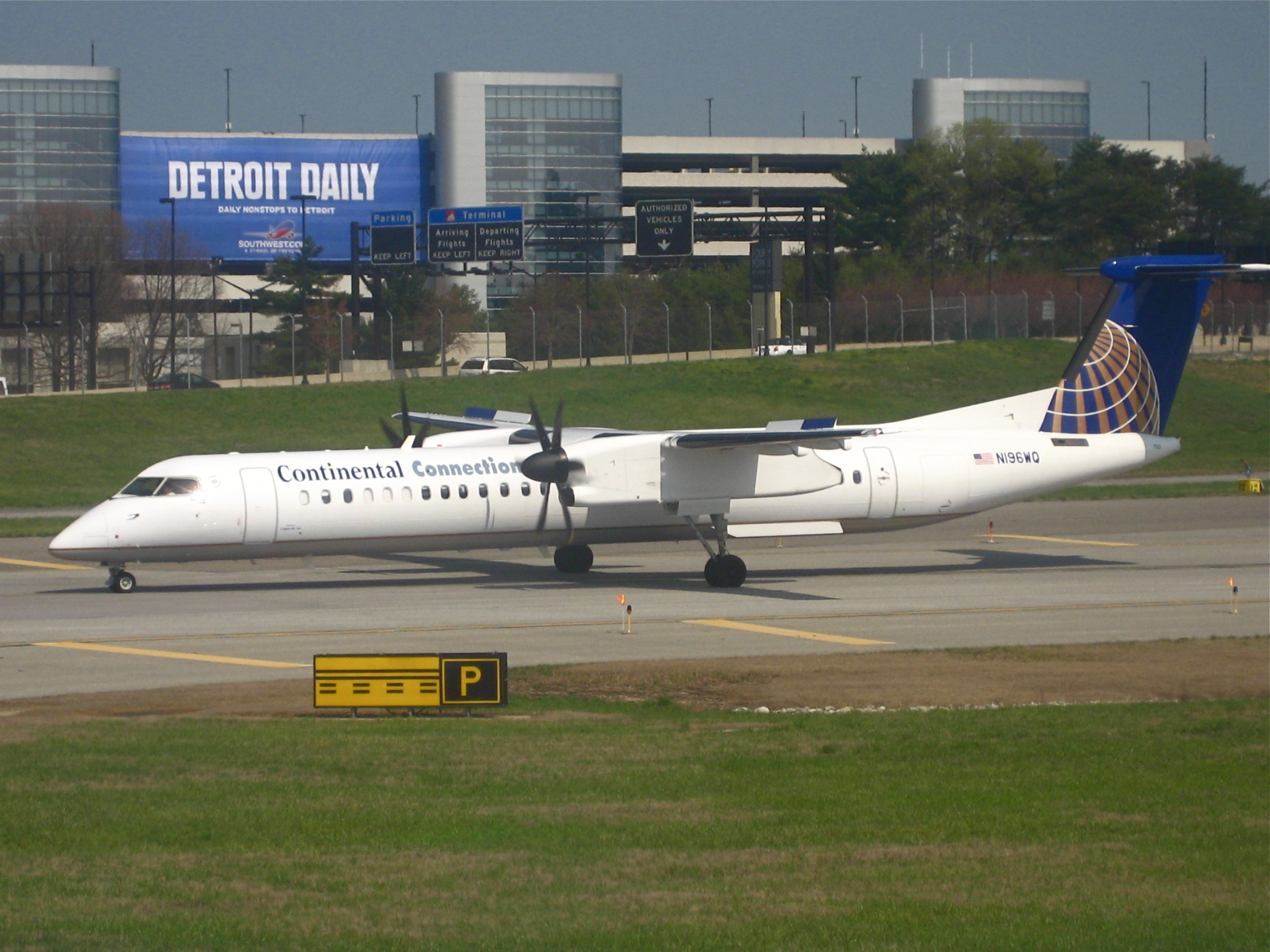
طائرة من نفس نوع بومباردييه داش 8

## الحادثة
وقعت الحادثة الساعة 22:10 التوقيت المحلي، حيث كان يهطل الثلج، والذي يعتبر ظاهرة طبيعية في هذا الفصل بهذه المنطقة. وقد أكد العديد من السكان أن الطائرة كانت مشتعلة بالنيران قبل أن تسقط بالأرض، وقد تم إجلاء جميع المنازل المجاورة لخطورة الحادث.

## الضحايا
من بين الضحايا :
- بيفيرلي إركيت، وهي أرملة أحد ضحايا هجمات 11 سبتمبر وعضوة في لجنة ضحايا 11 سبتمبر. وقد كانت ذاهبة في حفل تقدير لزوجها. وكانت قد التقت بباراك أوباما قبل أسبوع من الحادثة .بيفرلي إركيت مع باراك أوباما

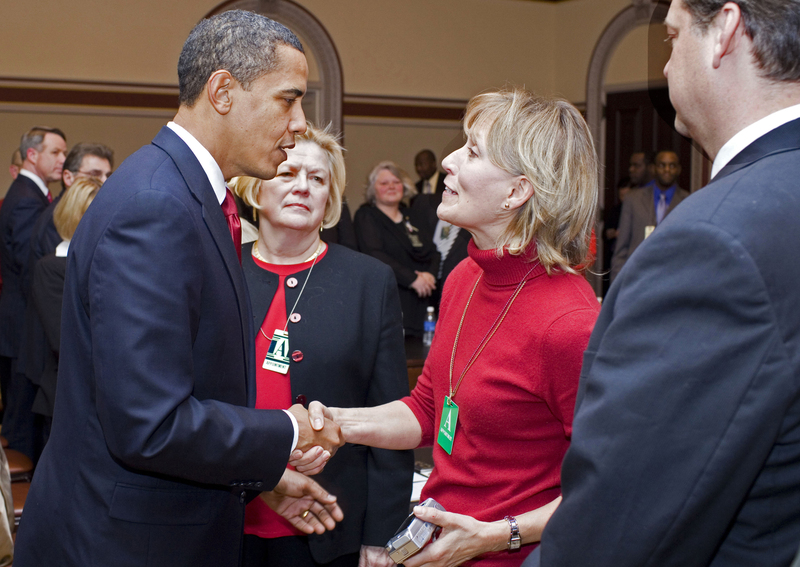
بيفرلي إركيت مع باراك أوباما

- أليسون دي فورجز مؤرخة أمريكية وناشطة حقوقية.
- جيري نيووود وكلومين موليت ساكسفوني ولاعب جيتار جاز، والذين كانا ذاهبين لإحياء حفل في بوفالو .
- جنسيات الضحايا :

| الجنسية          | المسافرون | الطاقم | آخرون         | الكل |
| ---------------- | --------- | ------ | ------------- | ---- |
| كندا             | 10        | 0      | 0             | 10   |
| ألمانيا          | 4         | 0      | 0             | 4    |
| إسرائيل          | 2         | 0      | 0             | 2    |
| المملكة المتحدة  | 3         | 0      | 0             | 3    |
| الولايات المتحدة | 26        | 4      | 1 (علي الأرض) | 31   |
| العدد الإجمالي   | 45        | 4      | 1             | 50   |

## التحقيق
عُثر على الصندوق الأسود بعد يوم من الحادثة.
في 2 فبراير 2010، أصدر المجلس الوطني لسلامة النقل تقريره النهائي، واصفًا تفاصيل تحقيقه الذي أدى إلى 46 استنتاجًا محددًا.:151–154
حدد أحد الاستنتاجات أن كلاً من القبطان والضابط الأول كانا منهكين وقت وقوع الحادث ، لكن المجلس الوطني لسلامة النقل لم يستطع تحديد مدى قصور أدائهم.
من بين تلك الاستنتاجات، أن كلاً من القبطان والضابط الأول استجابوا لتحذير الانهيار على عكس تدريبهم. لم يستطع المجلس الوطني لسلامة النقل أن يشرح سبب ارجاع الضابط الأول للقلابات واقترح أنه يجب أيضًا سحب جهاز الهبوط، على الرغم من أنه وجد أن التدريب الحالي للاقتراب-الانهيار لم يكن مناسبًا: